# Eoassilina
Eoassilina es un género de foraminífero bentónico considerado un sinónimo posterior de Nummulites de la familia Nummulitidae, de la superfamilia Nummulitoidea, del suborden Rotaliina y del orden Rotaliida. Su especie tipo era Eoassilina elliptica. Su rango cronoestratigráfico abarcaba el Eoceno.

## Clasificación
Eoassilina incluía a la siguiente especie:
- Eoassilina elliptica †